# Ред Амик
Ричард „Ред“ Амик (на английски: Richard „Red“ Amick) е американски автомобилен състезател. Роден е на 19 януари 1929 г. в Канзас Сити, САЩ. Починал на 16 май 1995 г. в Кристъл Ривър, Флорида, САЩ.
Състезава се в щатските автомобилни туринг серии, 5 пъти е участник в Инди 500, участвал е 2 пъти в кръг от Формула 1.